# Древнетюркские языки
Древнетюркские языки — обобщённое название тюркской устной речи и ряда письменных источников с V века н. э. до разделения тюркских (без булгарских) на современные группы. Общей классификации не существует, как правило, в древнетюркские записываются тюркские языки, использовавшиеся до X—XIV вв., но возможны и иные хронологические рамки (см. далее).

## Состав, связь с современными тюркскими
Общепризнанным является включение в древнетюркские письменных орхоно-енисейского (тукюйского), древнеуйгурского и древнекыргызского (енисейско-кыргызского) и тюркской устной речи соответствующих эпох.
Письменные древнетюркские признаются наддиалектными (койне) и потому обычно не классифицируются в исследовательской литературе на предмет их близости современным подгруппам. По рефлексам -d- и некоторым другим признакам фонетического, грамматического, лексического толка в этих древнеписьменных источниках проглядывают особенности всех современных собственно тюркских, за исключением якутского (что соответствует наблюдениям средневековых учёных об обособленности предков якутов, в тот момент живших по соседству, от енисейских кыргызов); с другой стороны, хронологически датировать оглушение d > t в якутском не представляется возможным.
Реже в состав древнетюркских включаются письменные и устные тюркские, представлявшие уже сформировавшиеся типы речи:
- древнеогузский и староосманский, а также хорезмско-тюркский и раннеогузские (печенежский язык и прочие);
- древнекыпчакский и мамлюкско-кыпчакский, армяно-кыпчакский, Кодекс Куманикус;
- древнекарлукский, письменные наддиалектные карлукского происхождения — древнеуйгурский, караханидско-уйгурский, чагатайский, тюрки.

Тем самым, при расширенном понимании хронологические рамки древнетюркских распространяются до начала XX века.
В сборнике «Языки мира. Тюркские языки» 1997 года выделяются следующие хронологические этапы:
- древнетюркский уровень (V—X вв.);
- среднетюркский уровень (X—XV вв.);
- новотюркский уровень (XV—XX вв.).

Из древнетюркских и среднетюркских рассмотрены:
- язык памятников рунического письма (определён как сложившийся на огузской основе с уйгурскими и кыпчакскими включениями);
- древнеуйгурский литературный язык (руническое койне с огузо-уйгурской основой и национальными, собственно уйгурскими элементами);
- орхоно-енисейских надписей язык (определён как близкий к древнеуйгурскому руническому, сплав разнородных признаков, уйгурского и огузского);
- караханидско-уйгурский язык (хаканский, буграханский) — древнеуйгурский (огузо-уйгурский) и местно-национальные;
- хорезмско-тюркский (огузо-уйгурский с кыпчакскими вкраплениями);
- чагатайский;
- тюрки (среднеазиатский, поволжский, арало-каспийский, северо-кавказский, малоазийский);
- сельджукский (староанатолийско-тюркский, староосманский);
- мамлюкско-кыпчакский;
- половецкий;
- огузский язык X—XI вв. («этап кристаллизации типовых черт огузской группы»);
- печенежский;
- булгарские — собственно булгарский, хазарский, гуннский.

Кратко упоминаются:
- армяно-кыпчакский;
- Кодекс Куманикус;
- карлукская речь в Мукаддимат ал-араб» Замахшари и некоторых дословных тюркских переводах Корана.

В классификации Н. А. Баскакова разграничиваются восточнохуннский древнеогузский V—VIII вв. как орхоно-енисейский, он же тукюйский (ближайшие — тувинский и карагасский, то есть тофаларский) и западнохуннский огузский Х—ХI вв., восточнохуннский древнеуйгурский VIII—IX вв. (примыкает к восточнохуннскому древнеогузскому) и уйгурский караханидский / послекараханидский — карлукско-уйгурские, записанные в западнохуннские. Древнекиргизский значится в восточнохуннских киргизско-кыпчакских. Но фактически в целом Н. А. Баскаков не придерживается родословного древа и карлукские, в частности, занимают переходное положение от восточных к западным.
О. А. Мудрак все древнетюркские от орхоно-енисейского до чагатайского определяет в карлукские в сборнике «Сравнительно-историческая грамматика тюркских языков. Региональные реконструкции» 2002 года и в авторской монографии 2009 года.
Аналогичной трактовки придерживается И. В. Кормушин. Отличие от классификации О. А. Мудрака: О. А. Мудрак традиционно разделяет собственно тюркские на западные (карлукские, к которым причислен в том числе халаджский, кыпчакские, огузские) и восточные, сибирские (якутский, саянские, они же тобаские, хакасские, киргизско-алтайские), в то время как у И. В. Кормушина ближайшими между собой оказываются якутский, тобаские, халаджский и карлукские -j-, выводящиеся из древнеуйгурского, в то время как об орхоно-енисейских тюрках и енисейских кыргызах он предполагает, что они использовали не генуинное наречие.
В исследованиях А. В. Дыбо в сборнике «Сравнительно-историческая грамматика тюркских языков. Пратюркский язык-основа. Картина мира пратюркского этноса по данным языка» 2006 года древнетюркский первоначально попадает в огузско-карлукско-кыпчакское объединение, караханидско-уйгурский внутри него в карлукско-кыпчакское; по отредактированным спискам оба оказываются в так называемых макроогузских, куда также попадают огузские и халаджский (см. стр. 770, 771). В том же сборнике в разделах, посвящённых современным тюркским подгруппам, и в авторской монографии «Лингвистические контакты ранних тюрков. Лексический фонд» 2007 года, генеалогическая привязка древнетюркских отсутствует, но единство традиционных объединений поставлено под сомнение:
- общетюркские делятся на якутско-долганский и саянские, с одной стороны, и хакасские (кыргызские), карлукско-кыпчакские (карлукские, кыпчакские, центрально-восточные), северноалтайские (примыкают к карлукско-кыпчакским), огузские, с другой;
- при этом, в частности, узбекский и новоуйгурский не признаются как ближайшие, высказывается предположение о сибирском (кыргызском) происхождении уйгурского.